# Xenophrys wuliangshanensis
Xenophrys wuliangshanensis е вид земноводно от семейство Megophryidae.

## Разпространение
Видът е разпространен в Индия и Китай.